# Ефстратія Калфаянні
Ефстратія (Еффі) Калфагіанні (англ. Efstratia (Effie) Kalfagianni) — греко-американська математикиня, що спеціалізується на низьковимірній топології.

## Раннє життя
Народилася в 1965 році в Греції. Більшу частину свого раннього життя вона прожила на невеликому грецькому острові. Почала вивчати математику на другому курсі середньої школи завдяки урокам евклідової геометрії та елементарної теорії чисел. Вчителі Калфаянні заохочували її також займатися математикою в коледжі.

## Освіта та кар'єра
Калфаянні закінчила Університет Арістотеля в Салоніках у жовтні 1987 року. Потім у 1990 році отримала ступінь магістра в Фордхемському університеті . Після вступила до Колумбійського університету для навчання на докторантурі. Там здобула другий ступінь магістра в 1991 році та ступінь доктора філософії в 1995 році. Написала дисертація за темою «Інваріанти скінченного типу для вузлів у 3-многовидах» під керівництвом Джоан Бірман і Сяо-Сонг Лінь. 
Після докторантури в Інституті перспективних досліджень та трьох років роботи доцентом Гілла в Ратґерському університеті, вона переїхала до Університету штату Мічиган в 1998 році. У 2008 році її підвищили до професора , а в 2019 році вона отримала премію видатного викладача МДУ Вільяма Дж. Біла .

## Досягнення
Калфаянні працює в галузі теорії вузлів, 3-многовидів, гіперболічної геометрії, квантової топології та на перетині цих галузей.
Калфаянні є редакторкою журналу «Нью-Йоркський журнал математики». Вона також була одним із редакторів книги Interactions Between Hyperbolic Geometry, Quantum Topology and Number Theory (Contemporary Mathematics Volume: 541, AMS, 2011).

## Книга
Разом з Девідом Футером та Джесікою Перселл Калфагіанні є співавторкою дослідницької монографії Guts of Surfaces and the Colored Jones Polynomial (Lecture Notes in Mathematics 2069, Springer, 2013). У монографії виводяться співвідношення між кольоровими многочленами Джонса, топологією нестисливих охоплювальних поверхонь у доповненнях вузлів і зв'язків і гіперболічною геометрією. 

## Визнання
Калфаянні була членкинею Інституту перспективних досліджень у 1994—1995 р.р., у 2004—2005 р.р. і в осінньому семестрі 2019 року 
В 2019 році вона була включена до класу стипендіатів Американського математичного товариства «за внесок у теорію вузлів і тривимірну топологію, а також за наставництво». 